# Тойшніц
Тойшніц (нім. Teuschnitz) — місто в Німеччині, розташоване в землі Баварія. Підпорядковується адміністративному округу Верхня Франконія. Входить до складу району Кронах. Центр об'єднання громад Тойшніц.
Площа — 34,26 км2. Населення становить 1957 ос. (станом на 31 грудня 2020).